# Stefan Stam
Stefan Stam (Alkmaar, 14 september 1979) is een Nederlands voetballer. De verdediger staat per 2014/15 onder contract bij VV Katwijk
Stam speelde in zijn jeugd voor VV Grasshoppers uit Hoogwoud. Stam speelde in de jeugd voor AZ en PSV. Hij maakte zijn debuut in 2001 bij Eindhoven. In het seizoen 2003/04 speelde hij bij de amateurs van SV Huizen. Vanaf het seizoen 2004/05 speelt Stam in Engeland. Eerst bij Oldham Athletic, na een succesvolle stage. In 2009 verruilde hij deze club voor Yeovil Town. Eind maart 2011 werd hij voor een maand verhuurd aan Hereford United. De huurovereenkomst werd tot het einde van het seizoen 2010/11 verlengd en, nadat de club aan degradatie ontsnapt was, tekende Stam een contract voor twee seizoenen bij Hereford. In de zomer van 2013 verkaste hij naar FC Den Bosch, waarna hij in juni 2014 bij VV Katwijk tekende.